# Манжос, Александр Алексеевич
Александр Алексеевич Манжос (1846 — 1910-е) — действительный статский советник, камергер, Эстляндский  вице-губернатор (1875-1885), Курляндский  вице-губернатор (1885-1890).

## Биография
Сын чиновника Алексея Ивановича Манжоса (1810-?). Воспитывался в Императорском Александровском лицее, закончив его с золотой медалью. В 1865 поступил на государственную службу. 
С 11 апреля 1875 года по 8 марта 1885 года Эстляндский вице-губернатор, утвержден в чине статского советник.
С 28 марта 1885 года по 20 апреля 1890 года Курляндский вице-губернатор.
С 1890 — чиновник Министерства финансов, был управляющим Лифляндской (на 1896) и Варшавской (на 1906) казенными палатами, председателем Главной дирекции Земского кредитного общества губерний Царства Польского (на 1915)